# США на зимних Олимпийских играх 1924
Соединённые Штаты Америки приняли участие в зимних Олимпийских играх (1924), которые прошли в Шамони, Франция с 25 января по 7 февраля 1924 года. На первые Олимпийские игры Американская делегация послала 24 спортсмена (22 мужчины и 2 женщин), которые представляли США в 6 дисциплинах (Лыжные гонки, Фигурное катание, Хоккей, Лыжное двоеборье, Прыжки с трамплина и Конькобежный спорт).

## Медалисты
| Золото  | |                                                            |           |
| №       | Спортсмены | Вид спорта (дисциплина)                                    | Дата      |
| 1       | Чарльз Джотроу | Конькобежный спорт (500 метров, мужчины)                   | 26 января |
| Серебро | |                                                            |           |
| №       | Спортсмены | Вид спорта (дисциплина)                                    | Дата      |
| 1       | Беатрикс Логран | Фигурное катание (одиночное катание, женщины)              | 31 января |
| 2       | Тэффи Эйбл Хэрберт Друри Альфонс Лакруа Джон Лэнгли Н Геран Джон Лайонз Джастин МакКартни Уильярд Райс Ирвинг Смолл Фрэнсис Синнотт | Хоккей (мужчины)                                           | 3 февраля |
| Бронза  | |                                                            |           |
| №       | Спортсмены | Вид спорта (дисциплина)                                    | Дата      |
| 1       | Андерс Хауген | Прыжки на лыжах с трамплина (нормальный трамплин, мужчины) | 4 февраля |

## Состав и результаты олимпийской сборной США

#### Конькобежный спорт
Мужчины
Индивидуальные гонки
| Дисциплина | Спортсмен        | Гонка   | Гонка   |
| Дисциплина | Спортсмен        | Время   | Позиция |
| ---------- | ---------------- | ------- | ------- |
| 500 м      | Билл Стейнметз   | 47.8    | 14      |
| 500 м      | Гарри Кескей     | 47.0    | 12      |
| 500 м      | Джо Мур          | 45.6    | 8       |
| 500 м      | Чарльз Джотроу   | 44.0    | 1       |
| 1500 м     | Билл Стейнметз   | 2:36.0  | 12      |
| 1500 м     | Джо Мур          | 2:31.6  | 8       |
| 1500 м     | Чарльз Джотроу   | 2:31.6  | 8       |
| 1500 м     | Гарри Кескей     | 2:29.8  | 7       |
| 5000 м     | Билл Стейнметз   | 9:35.0  | 14      |
| 5000 м     | Чарльз Джотроу   | 9:27.0  | 13      |
| 5000 м     | Ричард Донован   | 9:05.6  | 8       |
| 5000 м     | Валентине Бьялас | 8:55.0  | 6       |
| 10,000 м   | Гарри Кескей     | 19:45.2 | 13      |
| 10,000 м   | Джо Мур          | 19:36.2 | 12      |
| 10,000 м   | Ричард Донован   | 18:57.0 | 9       |
| 10,000 м   | Валентине Бьялас | 18:34.0 | 8       |

#### Лыжное двоеборье
Мужчины
Соревнования:
- 18 км кросс на лыжах
- прыжки с нормального трамплина

Эти соревнования были представлены отдельно от лыжных гонок и прыжков с трамплина. Из-за большого кол-ва участников.
| Спортсмен      | Дисциплина     | Прыжки с трамплина | Прыжки с трамплина | Прыжки с трамплина | Прыжки с трамплина | Кросс на лыжах | Кросс на лыжах | Кросс на лыжах | Итог   | Итог    |
| Спортсмен      | Дисциплина     | 1-я дистанция      | 2-я дистанция      | Итог. очки         | Позиция            | Время          | Очки           | Позиция        | Очки   | Позиция |
| -------------- | -------------- | ------------------ | ------------------ | ------------------ | ------------------ | -------------- | -------------- | -------------- | ------ | ------- |
| Рагнар Омтведт | Индивидуальная | Падение            | Падение            | 0.000              | 25                 | 2'05:03        | 0.000          | 25             | 0.000  | 23      |
| Джон Карлетон  | Индивидуальная | Падение            | Падение            | 5.833              | 24                 | 1'45:49        | 4.375          | 23             | 5.104  | 22      |
| Андерс Хауген  | Индивидуальная | Падение            | 46.0               | 11.500             | 21                 | 1'55:04        | 0.000          | 25             | 5.750  | 21      |
| Сигурд Оверби  | Индивидуальная | 40.0               | 39.5               | 14.562             | 12                 | 1'34:56        | 9.875          | 12             | 12.219 | 11      |

### Лыжные гонки
Мужчины
| Соревнования | Атлет          | Гонка     | Гонка   |
| Соревнования | Атлет          | Время     | Позиция |
| ------------ | -------------- | --------- | ------- |
| 18 км        | Рагнар Омтведт | 2'05:03.0 | 35      |
| 18 км        | Андерс Хауген  | 1'55:04.2 | 33      |
| 18 км        | Джон Карлетон  | 1'45:49.8 | 30      |
| 18 км        | Сигурд Оверби  | 1'34:56.0 | 19      |

#### Прыжки на лыжах с трамплина
| Спортсмен     | Дисциплина     | 1-й прыжок | 1-й прыжок | 1-й прыжок | 2-й прыжок | 2-й прыжок | 2-й прыжок | 2-й прыжок |
| Спортсмен     | Дисциплина     | Дистанция  | Очки       | Позиция    | Дистанция  | Очки       | Итог       | Позиция    |
| ------------- | -------------- | ---------- | ---------- | ---------- | ---------- | ---------- | ---------- | ---------- |
| Гарри Лин     | Норм. трамплин | 40.0       | 15.333     | 16         | 41.5       | 14.502     | 14.918     | 16         |
| Лемойн Бэтсон | Норм. трамплин | 43.5       | 16.208     | 13         | 42.5       | 16.192     | 16.200     | 14         |
| Андерс Хауген | Норм. трамплин | 44.0       | 18.333     | 3          | 44.5       | 17.500     | 17.917     | 3          |

### Фигурное катание
Мужчины
| Спортсмен       | Соревнование              | Короткая программа | Произвольная программа | Очки   | Позиция | Итог. место |
| --------------- | ------------------------- | ------------------ | ---------------------- | ------ | ------- | ----------- |
| Натаниель Нильс | Мужское одиночное катание | 4                  | 9                      | 274.47 | 46      | 6           |

Женщины
| Спортсменка     | Соревнование              | Короткая программа | Произвольная программа | Очки   | Позиция | Итог. место |
| --------------- | ------------------------- | ------------------ | ---------------------- | ------ | ------- | ----------- |
| Тереза Блэнчерд | Женское одиночное катание | 4                  | 4                      | 249.53 | 27      | 4           |
| Беатрикс Логран | Женское одиночное катание | 2                  | 3                      | 279.85 | 14      | 2           |

Пары
| Спортсмены                      | Очки | Результат | Итог. позиция |
| ------------------------------- | ---- | --------- | ------------- |
| Тереза Блэнчерд Натаниель Нильс | 39   | 9.07      | 6             |

### Хоккей
В след. стадию выходило по 2 сборные.
| Команда        | Игр | В | П | ЗШ | ПШ |
| -------------- | --- | - | - | -- | -- |
| США            | 3   | 3 | 0 | 52 | 0  |
| Великобритания | 3   | 2 | 1 | 34 | 16 |
| Франция        | 3   | 1 | 2 | 9  | 42 |
| Бельгия        | 3   | 0 | 3 | 8  | 45 |

| 28 янв. | США     | 19:0 (9:0,6:0,4:0)  | Бельгия        |
| 30 янв. | Франция | 0:22 (0:12,0:1,0:9) | США            |
| 31 янв. | США     | 11:0 (6:0,2:0,3:0)  | Великобритания |

Медальный зачет
Матчи в группах (Канада-Швеция и США) переносился в медальный зачет.
| Команда        | Игр | В | П | ЗШ | ПШ |
| -------------- | --- | - | - | -- | -- |
| Канада         | 3   | 3 | 0 | 47 | 3  |
| США            | 3   | 2 | 1 | 32 | 6  |
| Великобритания | 3   | 1 | 2 | 6  | 33 |
| Швеция         | 3   | 0 | 3 | 3  | 46 |

| 1 фев | США    | 20:0 (5:0,7:0,8:0) | Швеция |
| 3 фев | Канада | 6:1 (2:1,3:0,1:0)  | США    |